# Caryophyllia octopali
Caryophyllia octopali är en korallart som beskrevs av Vaughan 1907. Caryophyllia octopali ingår i släktet Caryophyllia och familjen Caryophylliidae. Inga underarter finns listade i Catalogue of Life.